# Château de Mercy
Pour les articles homonymes, voir Mercy.
Le château de Mercy est un édifice situé près du quartier de La Grange-aux-Bois à Metz en Moselle. Il faisait partie de la commune de Mercy jusqu’à sa fusion avec la commune d’Ars-Laquenexy.

## Contexte historique
Pendant la période du rattachement de l'Alsace-Moselle à l'Empire Allemand, Metz se transforme sous l’action des autorités impériales, qui font de son urbanisme une vitrine de l’architecture wilhelmienne. L’éclectisme architectural se traduit alors par l’apparition d’édifices de style néoroman, de style néogothique, ou encore de style néo-Renaissance. En réaction, certains propriétaires francophiles réagissent, en construisant des édifices clairement d’inspiration française. Contemporain du palais du Gouverneur, le château de Mercy illustre ce mouvement de résistance, face à la diffusion du style germanique.

## Construction et aménagements
Voulu par Maurice du Coëtlosquet, le château est construit par sa veuve vers 1905. Un architecte alsacien issu de l’École nationale supérieure des beaux-arts de Paris commence les travaux. Le château est construit avec la pierre de Savonnières, importée du Barrois, dans un style typiquement français, se voulant l'expression des sentiments francophiles de son propriétaire. Un jardin à la française conçu par le paysagiste Jean-Joseph Picoré complète à l'époque le parc du château.

## Affectations successives
Résidence de la famille du Coëtlosquet, le château redevient français en 1919. La Moselle ayant de nouveau été annexée par l’Allemagne nazie en 1940, le château sert de « Lazarett », c’est-à-dire d’hôpital militaire pour l’armée allemande. Le Reserv-Lazarett Metz II redevient français en novembre 1944, et, alors qu'il a besoin d’une complète rénovation, il sert du 10 avril 1953 au mois de mars 1966 de poste de commandement à la 1re division aérienne de l'Aviation royale canadienne, les derniers militaires canadiens quittant le site le 31 mars 1967.
Le château devient une propriété de l'armée française en 1968. De 1968 à 1977, il est le quartier-général de la 16e brigade mécanisée, puis de 1977 à 1990 du commandement de l’artillerie du 1er corps d'armée, du 1er juillet 1990 jusqu’à sa dissolution en 1993 de la 1re armée puis enfin de la brigade de renseignement et de guerre électronique.
Le château de Mercy et la chapelle du château, situés au lieu-dit le Clos Nord, sont inscrits en totalité au titre des monuments historiques par arrêté du 5 juin 2019.
Vendu en 2000 à la communauté d’agglomération de Metz-Métropole, le château pèse depuis plus de 20 ans sur les comptes de la collectivité.
En 2021, la société Wynn Patrimoine située à Nancy se porte acquéreur du château pour le rénover en logements et locaux commerciaux.

## Galerie

Photographies du Château de Mercy
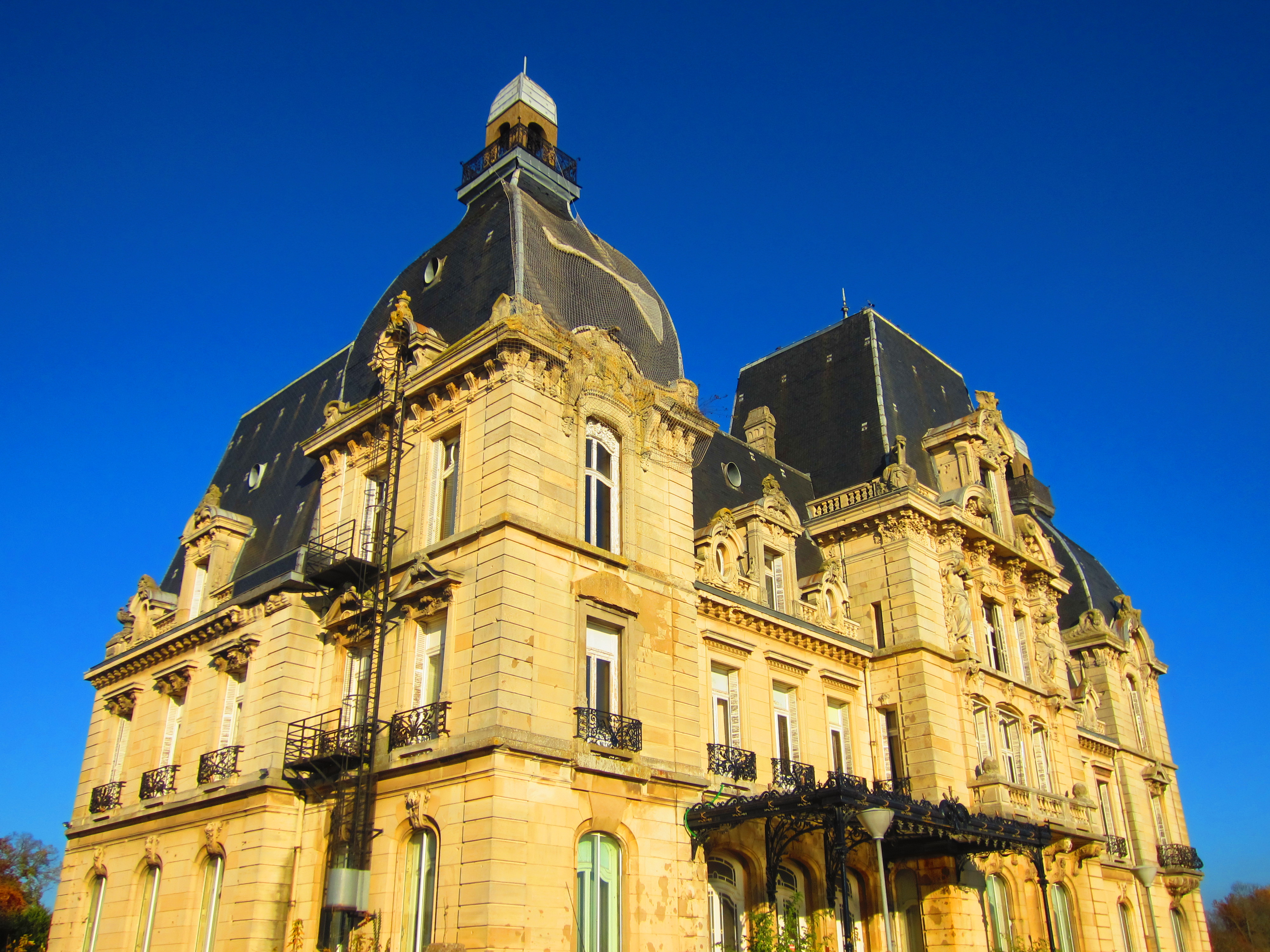
Vue du côté.
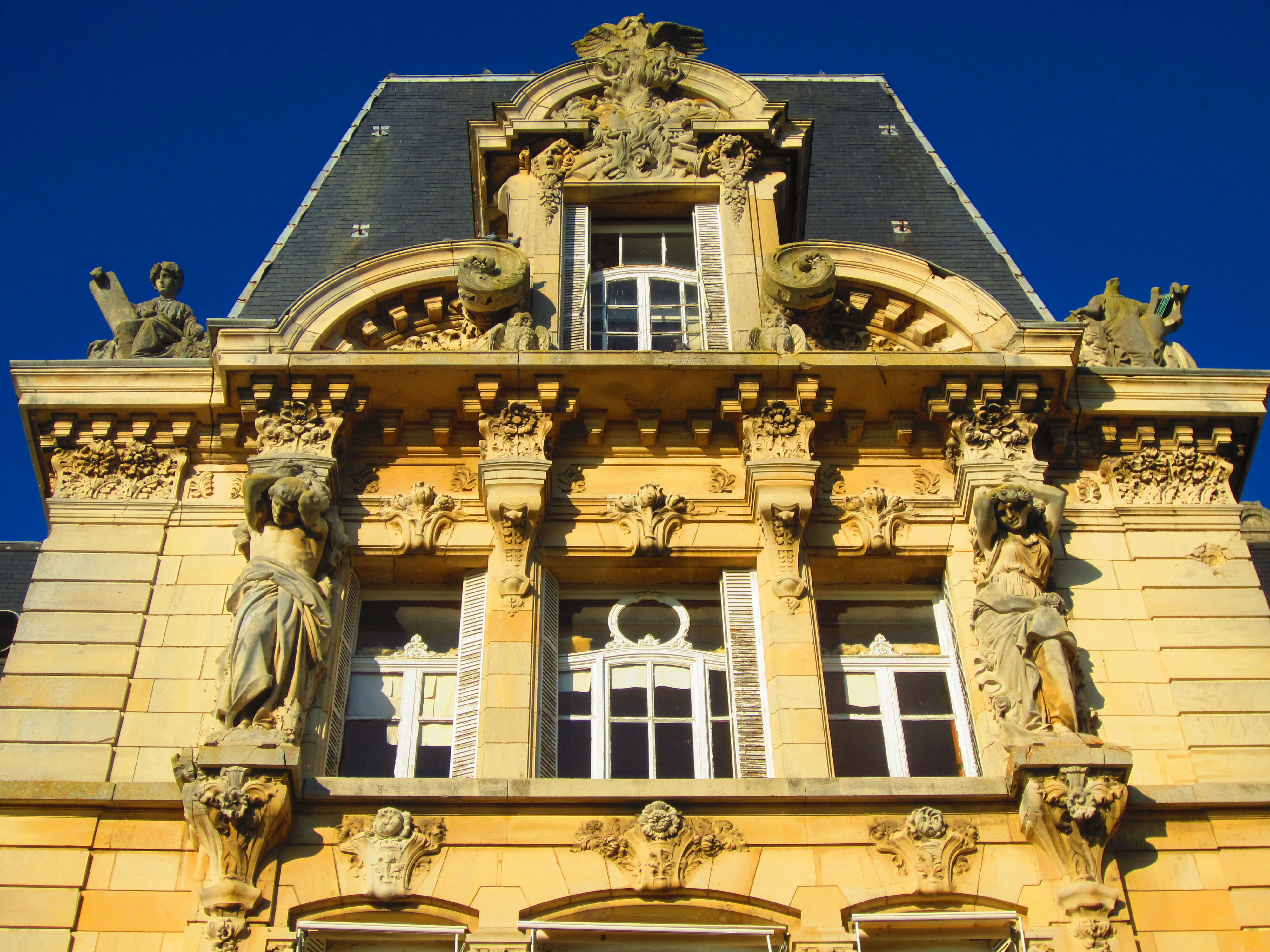
Détail de la façade.
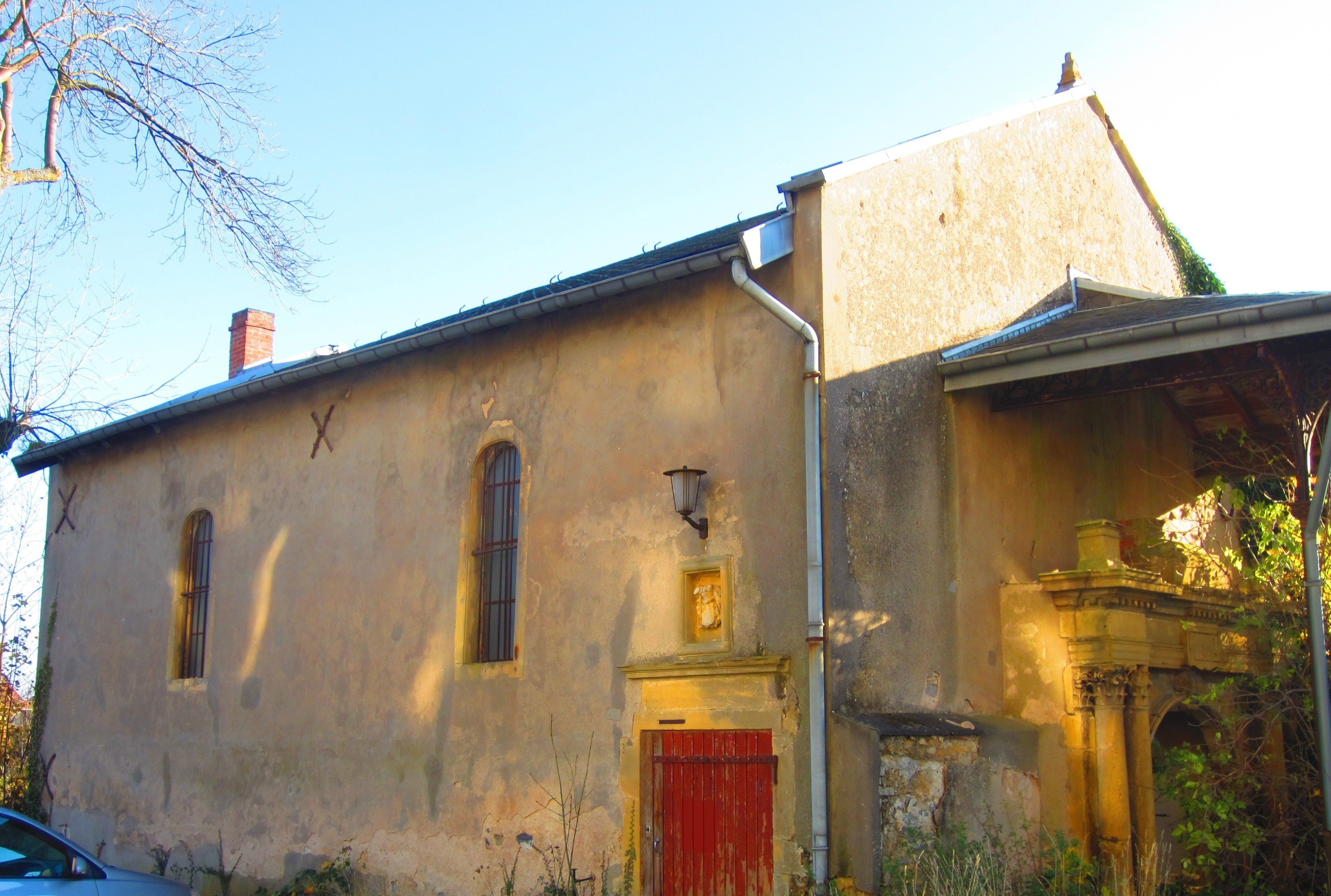
Chapelle du château.